# میلوسلاوا میسواکووا
میلوسلاوا میسواکووا (انگلیسی: Miloslava Misáková؛ ۲۵ فوریهٔ ۱۹۲۲ – ۱ ژوئیهٔ ۲۰۱۵) ژیمناست هنری اهل چکسلواکی بود.